# 祐正寺
祐正寺（ゆうしょうじ）は、京都市上京区にある浄土宗の寺院。山号は大応山。本尊は阿弥陀如来。通称の「つまとり地蔵」の名で親しまれている。

## 歴史
慶長7年（1602年）に浄土宗の円誉雲白上人によって百萬遍知恩寺の末寺として創建された。
その後、寛文13年（1673年）に霊元法皇の勅願によって地蔵堂が建立される。
寛政9年（1797年）に本堂が焼失するが、間もなくして再建されている。

## 境内
- 本堂 - 本尊の阿弥陀如来立像は源信（恵心僧都）の作という。
- 地蔵堂 - 寛文13年（1673年）に霊元法皇の勅願により建立。祀られている地蔵菩薩は娶妻結地蔵（つまとりじぞう）と呼ばれ、男性向けの縁結びの御利益があるという。
- 庫裏
- 慈光大辨財天社 - 辨財天、大黒天、毘沙門天を祀る。
- 兼藤稲荷社
- 山門

## 前後の札所
通称寺の会（つまとり地蔵）

## アクセス
- JR西日本山陰本線 円町駅下車 徒歩10分